# Дети Дюны (мини-сериал)
«Дети Дюны» (англ. Children of Dune) — трёхсерийный научно-фантастический мини-сериал телеканала Sci Fi Channel, снятый по книгам «Мессия Дюны» (первая серия) и «Дети Дюны» (вторая и третья серии) Фрэнка Герберта. Продолжение сериала «Дюна», снятого Джоном Харрисоном, который в «Детях Дюны» выступил сценаристом и продюсером, уступив режиссёрское кресло Грегу Яйтансу.
Саундтрек к фильму написан Брайаном Тайлером.

## Сюжет

### 1-я серия
Двенадцать лет прошло с того момента, как Пол Атрейдес (Муад’Диб) объявил джихад и его фримены распространили пламя войны по галактике. 60 миллиардов пали жертвами религиозного фанатизма. Невиновных нет нигде.
Новый император Вселенной, Муад’Диб живёт во дворце на Арракисе со своей наложницей Чани, которая ожидает ребёнка. Он намерен превратить Арракис из пустыни, полной дюн, в цветущий сад. Видения преследуют императора-мессию, он слышит голоса своих нерожденных детей, предостерегающие его. Жена Пола, Ирулан Коррино живёт во дворце скорее как заложница, чем как императрица.
Но сородичи покойного Шаддама IV уже готовят возмездие. Они прибегли к помощи Тлейлаксу, зловещей расы, использующей мутантов-лицеделов, способных превращаться в кого угодно. Тлейлаксу создали гхолу Дункана Айдахо, наставника и друга Пола, убитого Харконненами во время истребления Дома Атрейдес. Он обладает внешностью Дункана, его характером и разумом, но не памятью. Нового Айдахо привозят Императору как дар примирения, и хотя искусственное существо вызывает отвращение у фрименов, Муад’Диб принимает его у своего двора, а его сестра Алия даже завязывает с Дунканом близкие отношения. Никто, даже сам Айдахо, не подозревает, что в него заложена особая программа.
Тем временем лицедел Скайтейл (Скитале) подбирается все ближе, внедряясь под разными личинами в окружение императора. Тот замечает неладное, но позволяет интриге идти своим чередом. Во время покушения на его жизнь, Пол теряет физическое зрение, однако не слепнет — он всё «видит» с помощью точного пророческого дара.
Когда приходит время родов у Чани, император не может найти себе места. Роды проходят сложно, и хотя рождаются двое здоровых детей, Лето и Ганима, возлюбленная императора умирает. Его слова «Она умерла, Дункан!» — запускают программу убийства в мозгу клона. Однако верный Айдахо борется с собой и отказывается исполнять её. Скайтейл соблазняет Пола возможностью «воскресить» Чани, сделав её клона, но Пол, слышащий голоса своих детей в мозгу, убивает и лицедела. После этого слепой император уходит в пустыню, чтобы умереть. Члены дома Коррино похищают одного червя, чтобы размножить его у себя на родине и лишить Арракис монополии.

### 2-я серия
Его наследницей становится Алия, а детей воспитывает приёмная мать — Ирулан. В крови Алии бушует наследие Харконненов, ей является покойный дед, барон Владимир Харконнен, ставший частью её разума. Под его подстрекательством, она подавляет любую оппозицию себе и своим планам. Алия продолжает политику по орошению пустынь, не замечая, что губит тем самым великих червей и необходимую всему миру Пряность.

### 3-я серия
В оппозиции Алии оказываются дети Муад’Диба, её мать Джессика, Ирулан и даже её муж ментат-гхола Дункан Айдахо. Всех их она преследует, а юный принц Лето оказывается в пустыне, где вступает в симбиоз с песчаным червём, что многократно увеличивает его физическую силу.
Неожиданно из пустыни является пророк, в котором узнают воскресшего Муад’Диба. Он тоже обличает безумие Алии и требует прекратить прикрываться именем императора-мессии для подобных дел. Пророка убивает подосланный ассасин, которого, в свою очередь, убивает Гурни Халлек. Алия, окончательно потеряв разум, кончает с собой, оставив империю Лето и Ганиме Атрейдес.
После смерти Алии происходит договорная свадьба между наследником дома Коррино и Ганимой, а Лето уходит в пустыню, предварительно отдав прах Муад’Диба фрименам.
Договорной брак между двумя враждующими домами был идеей Коррино и изначально предполагал захват власти, но по прибытии на Арракис их корабля, наследник дома изобличает свою мать в заговоре против дома Атрейдес и попытке убить детей Пола, что приводит к её аресту, но его самого Ганима прощает и брак состоится.

## В ролях
| Актёр            | Роль                              |
| ---------------- | --------------------------------- |
| Алек Ньюман      | Пол Муад’Диб Атрейдес             |
| Джули Кокс       | Принцесса Ирулан Коррино-Атрейдес |
| Эдвард Аттертон  | Дункан Айдахо                     |
| Иэн Макнис       | Барон Владимир Харконнен          |
| Барбора Кодетова | Чани                              |
| Стивен Беркофф   | Стилгар                           |
| Сьюзан Сарандон  | Принцесса Венсиция Коррино        |
| Джеймс МакЭвой   | Лето Атрейдес II                  |
| Джессика Брукс   | Ганима Атрейдес                   |
| Даниэла Амавия   | Алия Атрейдес                     |

## Награды и номинации

### Награды
- 2003 — «Эмми» — Лучшие спецэффекты в мини-сериале, фильме или специальном выпуске телепередачи (за работу в 1-й серии)

### Номинации
- 2003 — «Эмми» — Лучший грим в мини-сериале, фильме или специальном выпуске телепередачи
- 2003 — «Эмми» — Лучшая работа звукорежиссёра в мини-сериале, фильме или специальном выпуске телепередачи (за работу в 1-й серии)
- 2003 — «Эмми» — Лучшие прически в мини-сериале, фильме или специальном выпуске телепередачи
- 2004 — «Сатурн» — Лучшая телепостановка